# هيديكي تسوكاموتو
هيديكي تسوكاموتو (باليابانية: 塚本 秀樹) (9 أغسطس 1973 في ناغاساكي في اليابان – )؛ هو لاعب كرة قدم ياباني سابق كان يلعب كحارس مرمى.

## وصلات خارجية
- هيديكي تسوكاموتو على موقع رابطة كرة القدم اليابانية للمحترفين (اليابانية)
- هيديكي تسوكاموتو على موقع عالم كرة القدم.نت (الإنجليزية)